# NGC 7448
NGC 7448 هي مجرة تتبع كوكبة الفرس الأعظم. اكتشفها ويليام هيرشل في 16 أكتوبر 1784.

## روابط خارجية
- NGC 7448 على موقع ويكي سكاي: DSS2, SDSS, GALEX, IRAS, Hydrogen α, X-Ray, Astrophoto, Sky Map, Articles and images